# Trimma annosum
Trimma annosum és una espècie de peix de la família dels gòbids i de l'ordre dels perciformes.

## Morfologia
- Els mascles poden assolir 2,3 cm de longitud total.[3]

## Hàbitat
És un peix marí de clima tropical i associat als esculls de corall fins als 14 m de fondària.

## Distribució geogràfica
Es troba des de les Maldives i l'Índia fins a Papua Nova Guinea.